# 什羅科拉尼夫卡
47°10′3″N 31°26′1″E / 47.16750°N 31.43361°E
希羅科拉尼夫卡（烏克蘭語：Широколанівка），是烏克蘭南部的村莊，隸屬尼古拉耶夫州的尼古拉耶夫區。該村始建於1802年，面積3.49平方公里，海拔高度55米，人口1,833，人口密度每平方公里524.6人。